# Sławomir Broniarz
Wincenty Sławomir Broniarz (ur. 15 lipca 1958 w Rawie Mazowieckiej) – polski nauczyciel i działacz związkowy, od 1998 prezes Związku Nauczycielstwa Polskiego.

## Życiorys
Absolwent Wydziału Filozoficzno-Historycznego Uniwersytetu Łódzkiego oraz podyplomowych studiów z historii, marketingu i zarządzania. Pracował jako nauczyciel historii, był wicedyrektorem Szkoły Podstawowej nr 8 w Skierniewicach, a w latach 1988–1995 dyrektorem Zespołu Szkół Zawodowych nr 3 w Skierniewicach.
Do ZNP wstąpił w 1981, pełnił od 1990 funkcję prezesa zarządu okręgowego związku w Skierniewicach. W 1994 został członkiem Zarządu Głównego ZNP, a rok później wiceprezesem związku. W 1998 został wybrany na prezesa ZNP podczas XXXVII Krajowego Zjazdu Delegatów ZNP, w głosowaniu pokonał Bożenę Dunajską i posła SLD Krzysztofa Baszczyńskiego. Uzyskiwał od tego czasu reelekcję na kolejne kadencje.
W 2015 z ramienia OPZZ został członkiem Rady Dialogu Społecznego. Z ramienia ZNP wszedł również w skład zarządu Europejskiego Komitetu Związków Zawodowych Oświaty i Nauki (ETUCE).
21 września 2015 został członkiem Europejskiego Komitetu Ekonomiczno-Społecznego, w którym dołączył do Grupy Pracowników. 2 października 2020 powołany na kolejną pięcioletnią kadencję. W EESC zasiadł w Sekcji Stosunków Zewnętrznych oraz Sekcji Zatrudnienia, Spraw Społecznych i Obywatelstwa.

## Reformy systemu oświaty
W 1999 był krytykiem zmian wprowadzanych przez koalicję AWS-UW. Zorganizował wtedy okupację budynku Ministerstwa Edukacji Narodowej, strajki pracowników oświaty w 1999 i zebranie 230 tys. podpisów przeciwników reformy. Zarzucał wówczas na łamach „Gazety Wyborczej”, że reforma ta przyniesie wyłącznie chaos.
8 kwietnia 2019, krytykując uprzednio zmiany w oświacie wprowadzane przez rząd PiS, stanął na czele strajku nauczycieli, do którego przystąpiło blisko 2/3 ogółu publicznych placówek oświaty.